# Nephaspis oculatus
Nephaspis oculatus är en skalbaggsart som först beskrevs av Willis Blatchley 1917.  Nephaspis oculatus ingår i släktet Nephaspis och familjen nyckelpigor. Inga underarter finns listade i Catalogue of Life.